# طاوة اسبيد (مقاطعة تشرام)
طاوة اسبيد (بالفارسية: طاوه اسپید) هي قرية تقع في قسم سرفارياب الريفي (مقاطعة تشرام) في إيران. يقدر عدد سكانها بـ 55 نسمة بحسب إحصاء 2016.